# 今川燒
今川燒（日语： Imagawayaki），又稱車輪餅、大鼓餅、紅豆餅，臺灣話稱管仔粿 (臺羅：kóng-á-kóe），是一種和菓子，是江戶時代中期的安永年間江戸・神田「今川橋」，故而得名。今川燒的外皮以麵粉、雞蛋與砂糖製成，外皮之間夾有內馅，早期的馅料通常是紅豆泥，或是菜豆去皮後打成的白馅。日本街頭販賣的今川燒以紅豆餡、白餡、豆打餡（毛豆餡）與卡士達奶油餡等傳統甜餡為主。近年來也發展出很多新式的口味如巧克力、抹茶、芋頭、花生、芝麻、地瓜、起司等。今川燒通常是圓餅形，不過也有人製成其他形狀，例如類似鯛魚的特殊形狀，稱為鯛魚燒。

## 各地名稱

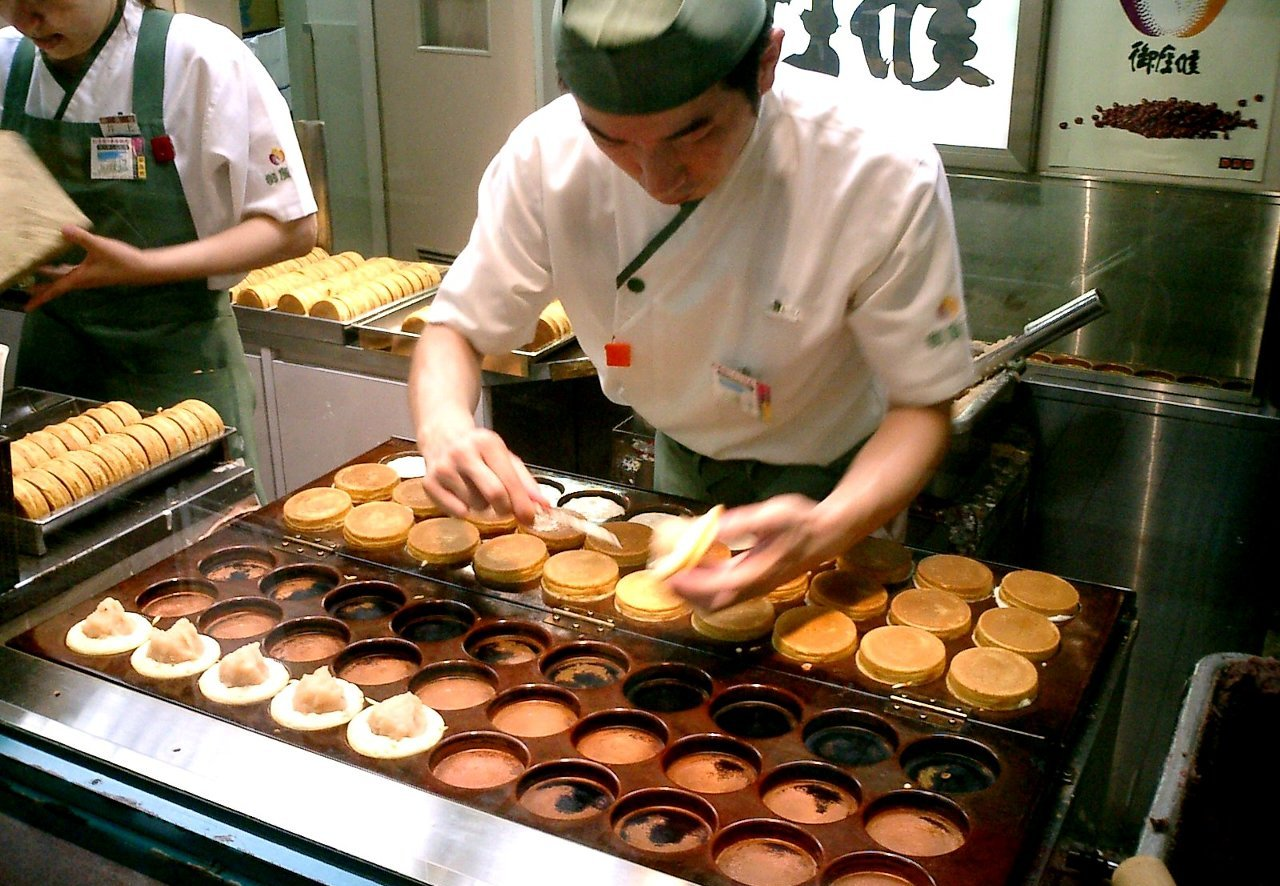
日本神戶三宮的一家商店正在準備今川燒（御座候）

### 日本
在日本關東主要被稱為或。關西與九州地區則常稱之為。另外還有、「（太鼓饅頭）」等。
| 都道府縣名 | 各地稱呼 |
| ---------- | --- |
| 北海道     | おやき・大判焼き・円盤焼・ドラ焼き（跟哆拉A夢喜歡的不一樣）・今川焼き・甘太郎焼き・ホームラン焼き・七越焼き・回転焼き            |
| 青森縣     | 今川焼き・がめこもぢ・大判焼き・おやき・黄金焼き                                                                                 |
| 岩手縣     | おやき・大判焼 |
| 宮城縣     | 大判焼き・回転焼 |
| 秋田縣     | あまやき・今川焼き・おやき・大判焼き・あじまん                                                                                   |
| 山形縣     | 今川焼き・大判焼き・あじまん |
| 福島縣     | 今川焼き・回転焼・きんつば |
| 茨城縣     | 大判焼き・甘太郎焼き・今川焼き・たいこ焼き・おやき・ぎし焼き・どてきん・きんつば                                                 |
| 栃木縣     | 大判焼き・今川焼き・じまん焼き                                                                                                   |
| 群馬縣     | 今川焼き・じまん焼き・黄金焼き・甘太郎焼き・太鼓焼き・栗まんじゅう                                                               |
| 埼玉縣     | 今川焼き・甘太郎焼き・花見焼き・太郎焼き・太鼓焼き・ピーパン・大判焼                                                             |
| 千葉縣     | 今川焼き・大判焼き・三笠焼・甘太郎焼き・きんつば                                                                                 |
| 東京都     | 今川焼き・大判焼き・黄金焼・たいこ焼き・G1焼き(東京競馬場)                                                                       |
| 神奈川縣   | 今川焼き・大判焼・黄金焼・甘太郎焼き・あじまん                                                                                   |
| 新潟縣     | 大判焼き・じまん焼き・おやき・きんつば                                                                                           |
| 富山縣     | 大判焼き・今川焼き・七尾焼き=?七越焼き・ぱんじゅうやき                                                                           |
| 石川縣     | おやき・大判焼き |
| 福井縣     | 今川焼き・大判焼き・焼き饅頭 |
| 山梨縣     | じまん焼き・大判焼き |
| 長野縣     | 今川焼き・どりこの焼き・じまん焼き・どらこ焼き・ぎし焼き・大判焼き・太鼓焼                                                       |
| 岐阜縣     | 大判焼き・満月焼き・太鼓饅頭・今川焼き                                                                                           |
| 静岡縣     | 今川焼き・大判焼・あずま焼き・黄金饅頭・ちゃっぽろ焼き・画廊まんじゅう・太鼓饅頭・ホームラン焼(お店の名前)・ずんどう焼き         |
| 愛知縣     | 大判焼き・満月焼き・太鼓焼き・東海道・おやつ饅頭/お店の名前)                                                                     |
| 三重縣     | 天輪焼き・今川焼・大判焼 |
| 滋賀縣     | 太鼓焼き・大判焼き・しばらく(暫.登録商標)/今川焼き                                                                               |
| 京都府     | 大判焼き・回転焼・望月(お店の名前)・天輪焼き・大文字焼き・たいこまんじゅう                                                       |
| 大阪府     | 回転焼き・大判焼き・太鼓焼き・太閤焼き・太鼓まんじゅう・天輪焼き・巴（ともえ）焼き                                               |
| 兵庫縣     | 回転焼き・太鼓饅頭・太鼓焼き・大判焼・円盤焼・御座候（お店の名前）・人工衛星（商品名）・尼い出焼き（商品名）・太幸焼・えびす焼き |
| 奈良縣     | 回転焼き・どらやき・太鼓饅頭・めおとまんじゅう                                                                                   |
| 和歌山縣   | 大判焼き・太鼓饅頭・回転焼き・大閤焼き・ずぼら焼き・焼一番（商品名）                                                             |
| 鳥取縣     | 回転焼き・大判焼き・今川焼き・ホッペ焼き（商品名?）                                                                              |
| 島根縣     | 二重焼き・大判焼き |
| 岡山縣     | 大判焼き・ふうまん（or夫婦饅頭）・えびす饅頭・お竹饅頭・横綱饅頭・太鼓まんじゅう                                                 |
| 廣島縣     | 二重焼き・大判焼・太鼓饅・回転饅頭・びっくり饅頭・ふうまん                                                                       |
| 山口縣     | 二重焼き・大判焼・太鼓饅・回転焼き                                                                                               |
| 徳島縣     | 大判焼き |
| 香川縣     | 大判焼き |
| 愛媛縣     | 大判焼き・太鼓饅・ひぎり焼き（商品名）・ヒット焼き（商品名）                                                                     |
| 高知縣     | 太鼓漫 |
| 福岡縣     | 回転焼き・回転饅頭・蜂来饅頭（商品名）・蜂楽饅頭（商品名）・六法焼・太鼓焼・太鼓饅頭・太閤焼き                                   |
| 佐賀縣     | 回転焼き |
| 長崎縣     | 回転饅頭・回転焼き・太鼓焼き |
| 熊本縣     | 回転饅頭・回転焼・蜂楽饅頭（商品名）                                                                                             |
| 大分縣     | 回転焼き |
| 宮崎縣     | 回転焼き・蜂楽饅頭（商品名）・太鼓まんじゅう                                                                                     |
| 鹿兒島縣   | 回転焼き・二重焼・やなぎ饅頭（商品名）・蜂楽饅頭（商品名）・大砲焼き                                                             |
| 沖繩縣     | あんこ饅頭 |

### 日本國外
在韓國則被稱為「 obang-tteok」,「 hongdu-byeong」。
在臺灣則被稱為「紅豆餅」、「大鼓餅」、「車輪餅」，台語中稱作「管仔粿」（臺羅：kóng-á-kué/ké），部分老一輩的台灣人受到早期日治時代日本人使用關西腔日語的影響，也跟著叫「 taiko manjū（太鼓饅頭）」，簡化並轉以台語發音讀作「ba̋n-jiū」，到2020年年底50歲左右以上的人尚在使用此用語中。
在帛琉則被稱為「Taiko Mansiu」，源自自太鼓饅頭的日語發音。
菲律賓的對應物，在當地被稱為“日本餅”（Japanese cake），類似於今川燒，但份量較小，通常內餡為奶酪。 這種便宜的零食通常在帶有內置特殊定制之圓形烹飪模具的特殊三輪車上出售。 其他口味有甜味（草莓、巧克力）和鹹味（火腿和奶酪）的餡料選項。

## 今川燒和红豆饼的區别
今川燒的餅皮製作過程除使用當地小麥粉之外，製作過程不添加水稀釋，所以比起紅豆餅而言，更扎實與增添濃郁奶香。
今川燒的甜味口感來自使用當地上白糖，紅豆餅大多是使用紅糖或白糖，也有部分使用冰糖。
今川燒之內餡大多為紅豆與白豆，紅豆餅的餡料以紅豆、卡士達奶油、芋頭、花生、地瓜、芝麻等甜餡為主。台灣的鹹餡如蘿蔔乾、蘿蔔絲、鮪魚、高麗菜、咖哩、酸菜等，這是在日本見不到的。
另外，隨著紅豆餅文化的發達，也出現許多融合西式、日式風格的餡料如抹茶、巧克力、甚至是起司口味。而在餡料中加入麻糬則是近年來流行的作風。而觀察網路討論，網友最愛紅豆、芋泥、巧克力口味的紅豆餅；冰淇淋、珍珠、麻薯餡料的紅豆餅。

## 衍生產品

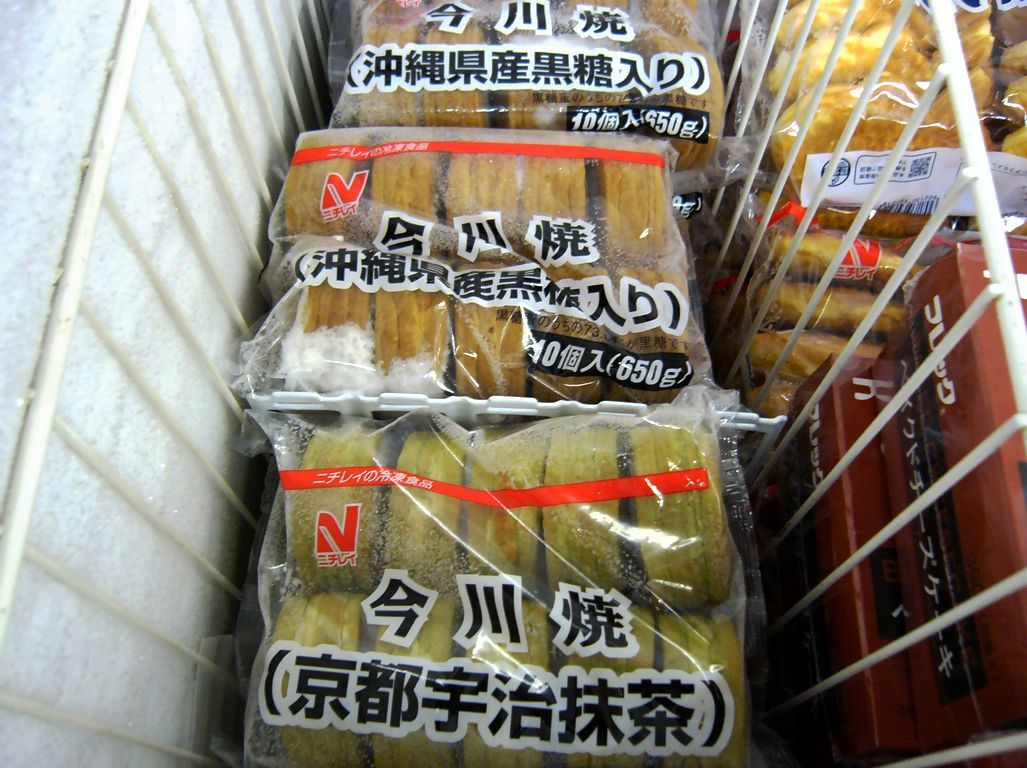
不同口味的冷凍食品商品在各大通路流通。

餡料以豆沙餡為主流、白餡加上奶油、草莓奶油以及其他、蒸馬鈴薯加上美乃滋で和えたポテマヨ、漢堡排、香腸等食材做出各種不同樣貌的衍生商品も散見される。

### 類似商品
- 將麵糰倒入金屬模具中烘烤的點心中、以鯛的魚體模型製成的「鯛魚燒」最為著名[7]。
- 台湾除了紅豆餡以外，甜餡類還有芋頭、芝麻、巧克力、卡士達或花生餡等，鹹餡類則有高麗菜炒咖哩、菜脯、鮪魚拌玉米等食材。
- 使用相同的原料相同的方法製作成形狀差異很大的銅鑼燒[8]。